# Yucaipa
Yucaipa é uma cidade localizada no estado americano da Califórnia, no condado de San Bernardino. Foi incorporada em 27 de novembro de 1989.

## Geografia
De acordo com o United States Census Bureau, a cidade tem uma área de 72,2 km², onde todos os 72,2 km² estão cobertos por terra.

### Localidades na vizinhança
O diagrama seguinte representa as localidades num raio de 24 km ao redor de Yucaipa.

## Demografia
Segundo o censo nacional de 2010, a sua população é de 51 367 habitantes e sua densidade populacional é de 711,11 hab/km². Possui 19 642 residências, que resulta em uma densidade de 271,92 residências/km².